# 少女素数
『少女素数』（しょうじょそすう、girls prime number）は、長月みそかによる日本の漫画作品。

## 概要
双子の少女「あんず」と「すみれ」、彼女たちの「お兄ちゃん」富士夫の三人を主要人物としている。舞台はノスタルジックな東京の港町。金髪と黒髪の双子は、自分達のかわいさに自覚を抱いており、また髪型や衣装が頻繁に変わる。
テーマは少女のかわいさ、少女とはなにかの探求。作者は本作について「少女を構成する素因数を一つずつ紐解いて、そこから何かを見出してもらえたら」とコメントしている。少年があってこその少女ということで、対比的に少年キャラクターも配置され描かれてる。
単行本の表紙は全て左にあんず・右にすみれという構図で描かれている。各単行本の背表紙は少女キャラが一人描かれている（あんず→すみれ→有美→ヒロミ→梗子）。単行本の各巻末には書きおろしのあとがき「少女素数ができるまで」が収録されている。

## あらすじ
あんずとすみれは、1話では12歳・1年生、14話から2年生、16話から14歳である。
１巻（EPISODE I-IX、1-9話）
あんずとすみれは、久しぶりにぱっクン（田中博）と再会する。すみれが博を意識し始めたことを感づいた有美は、二人に対して「もしぱっクンを好きになったら私に言ってよね」と牽制する。
富士夫は予測不可能な妹達のことを悩ましく思う。桐生梗子は、かわいくあろうとする二人の在り方を肯定する。
２巻（EPISODE X-XVIII、10-18話）
2年生のクラス替えがあり、あんずとすみれは14歳になる。敷島芳樹はあんずを意識し始める。すみれにも新たな友達ができる。
３巻（EPISODE XIX-XXVIII、19-28話）
あんずは芸能活動を行いたい。すみれと共に読モとして雑誌に載ったことで、周囲に影響が広がる。敷島はあんずに接近しようとするが、先んじてヒロミの告白を受けたことで、自分の無神経さに気づく。すみれは、区立中学の運動会で遠藤紗綾と再会したことをきっかけに、博への恋愛感情を自覚する。
４巻（EPISODE XXIX-XXXVIII、29-38話）
すみれは、博を好きになったことを有美に伝える。すみれと有美は2人で同時に博に告白する。博は女子に好かれることは嬉しいが、恋愛はよくわからない。
苧環中で文化祭が行われる。あんずとすみれは、演劇『若草物語』とメイド執事喫茶の両方に出るという多忙ぶり。富士夫、有美、博も見物にやって来る。
５巻（EPISODE XXXIX-XLVII、39-47話）
すみれは獣医を目指す。あんずは芸能活動を強化する。富士夫は大学を目指すことを決意する。搗栗邸のクリスマス会には関係者が勢揃いし、バレンタインではチョコレートのやり取りが行われる。
富士夫は勉学に専念するため、休業前の最後の仕事を梗子に手渡す。梗子は退職して家業を継ぐことを富士夫に伝える。

## 登場人物

### 搗栗家
搗栗富士夫（お兄ちゃん）
プロのフィギュア造形師（モデラー）。学生時代はPN「カッツェ」で活動しており、今もその名残で呼ばれることもある（※搗栗→かち→カッツェ）。当時の家計を理由に大学進学を諦め、モデラーとして収入と評価を得ている、業界の有名人。
妹達よりも日本人寄りの容姿をしている。気まぐれで予測不可能な妹達によくなつかれている好青年。妹達から造形のアイデアを得ることもある。
9話の時点で22歳であるが、伸ばし放題の無精ヒゲから、実年齢よりもかなり年上のおじさんに見られることが多い。事情を知らない人には「ヒゲのニートっぽいやつ」と警戒して見られることがある反面、妹の文化祭に行ったときはイケメンと大きな話題となった。
これまで造形と家族のことばかりで恋愛とは無縁であったが、桐生梗子に出会ったことで惹かれるようになる、妹達や母に煽られているという側面が大きいものの、自身もまんざらでもなく、次第に真剣に考えるようになる。
20話にてファーストキスをすみれと事故体験する。すぐ後にあんずからもキスされ、二人からは「ヒゲ刺さった」という感想を返された。
搗栗あんず
金髪。誕生日は6月19日。すみれを「すみれちゃん」と呼ぶ。私立苧環中学校1年3組→2年5組。
活発な楽天家で、どこに行っても誰とでも気軽に仲良くなれる。放送委員会に所属し、将来は芸能界にも興味がある。21話にて読モデビューしテレビにも出るようになる。文化祭の演劇『若草物語』では四女エイミーを演じた。
最終話まで一貫して「お兄ちゃん一筋」というスタンス。恋愛は「よくわかんない」と言い、21話にて敷島に告白されるも「ありがとう」と回答して振るのみ。お兄ちゃんが好きだけど、梗子ならばよいという。
搗栗すみれ
青眼。誕生日は6月19日。あんずを「あんず」と呼ぶ。私立苧環中学校1年2組→2年3組。
家族の前であんずと揃っていると騒がしいが、単身では人見知りのぼっち気質。動物に詳しく、将来の夢は獣医になること。2年時は保健委員を務める。
2年のクラス替え後に文愛から注目されたことで友人となり、連動して真美ともうちとける。また自分が博を好きと自覚したことで、32話にて有美と同時に博に告白する。文化祭の演劇『若草物語』では三女ベスを演じた。
次第にあんずなしでも行動ができるようになり、また兄離れしていく。46話のバレンタインでは、博へのチョコレートを優先するあまり、富士夫へのチョコレートを用意することを失念していた。
搗栗桜（ママ）
富士夫、あんず、すみれの母。西洋雑貨cottingley店主。左目に泣きぼくろがある。
富士夫は19歳のときの子である。イギリスに住んでいたことがあるが、英語は話せない。
搗栗路夫（パパ）
ヘイミッシュ＝コティングリ。帰化して日本人となっている。英日のバイリンガルで仏教徒。
イギリスで仕事をしており、搗栗邸にはずっと不在状態。数年内には落ち着いて、きちんと帰国する予定にある。
終始顔が映らないように描写されている。8話にて一時帰宅するも、姉妹の寝顔を見ただけでそのまま帰った。

### 主要人物の関係者
蒼井有美
1話から登場。
双子の親友で、地元の公立中学に通う。基本的には「有美ちゃん」と呼ばれ、博からは「蒼井」と呼ばれる。
港の民宿「蒼井丸」の娘。海洋魚に詳しく釣りもうまい。高校に行ったら船舶免許を取り、家を継ぐ予定。奈美という妹がいる。
博に想いを寄せており、女子達の間では周知である。2年時は博と違うクラスだが、体育委員で同じとなる（狙って合わせたことが示唆されている）。32話にて、すみれと同時に博に告白する。
田中博（ぱっクン）
初登場は2話。
地元の公立中学に通う男子。もっぱら「ぱっクン」の愛称で呼ばれる。小学校時代にクラスに同姓同名異字の男子がいたことから区別のためにつけられたものが定着した。
趣味は模型で、伝説の神モデラー「カッツェさん」に憧れ、その人こそ富士夫であることを知り、弟子入りを申し出る。
2年時は有美と違うクラスだが、体育委員で同じとなる。すみれと有美の2人から想いを寄せられており、32話にて両名から同時に告白される。女子に好かれること自体は嬉しいが、自分の恋愛はよくわからず、模型優先というスタンスをとっている。その後敷島と邂逅し友人付き合いを始める。
名前の由来は『真夏の夜の夢』のいたずら妖精「パック」。「ぱっクン」「パッ君」の表記ブレがあるのは、「ぱっクン」の方がより好意的という意味
桐生梗子
初登場は9話、25歳。錦木真弓の部下で、富士夫の仕事を担当する。美しい巨乳を持つ。
少女を愛でることを好む女性。初対面から双子と打ち解け、また「噂通りやばいかわいさ」とよだれを垂らす。その様子を錦木からは「あまり地を出すな変態」と抑えられるものの、以後は羽目を外すようなシーンは特に無い。双子にとっては、憧れの大人の女性としてみられており、兄の相手としても大歓迎と気に入られている。
実家は苺農園。最終話で、家業を継ぐべく退職することを伝える。
敷島芳樹
私立苧環中学校1年3組→2年5組の男子。堀切文愛はいとこ（学校では伏せている。42話にて判明）。
初登場は12話。表面的にはなれなれしく軽い性格で、女子にモテる。本人も「顔だけがとりえ」と軽口を叩くも、実際に女子と付き合ったことはまだない。
あんずに好意を抱き、放送コンクール用の撮影機材をあんずに提供することで、接近を試みる。
ヒロミとは小学校から腐れ縁の幼馴染である。25話にてヒロミに告白されたことを受けて、自身もあんずに告白するも恋敗れる。
後に博と邂逅し、「博は搗栗あんずに恋愛感情を抱いているのか？」と問いかけ、「すみれの方だ」と返答され、このことがきっかけとなり友人付き合いが始まる。
藤広美（ヒロミ）
私立苧環中学校1年3組→2年3組。ショートカットの女子。
敷島とは小学校から腐れ縁の幼馴染。1年時はあんず・敷島と同クラスだったが、2年時のクラス替えですみれと同クラスになる。
放送コンクール用の映像機材が無いことであんずが困っていた際に、（敷島に誘導されて）敷島がカメラ持っていると話題を振ったが、想い人と恋敵に協力してしまったという事実を後悔する。25話にて敷島に告白する。
2年時の文化祭では、あんずとトレードという形で他クラスのメイドカフェに参加、執事姿の敷島に見惚れる。
堀切文愛（あやめ）
私立苧環中学校1年1組→2年3組。初登場は14話で、2年時からのすみれのクラスメイト。 敷島芳樹はいとこ（学校では伏せている。42話にて判明）。
真美や有美が絶賛するほどの美人で、グループの中心人物。他の女子達よりも背が高い。
クラスで男子に絡まれたすみれをかばい、すみれが登校拒否になった際には搗栗邸を訪れる。それまで学校ではキャラを作ってたと言い、すみれと出会って自由に振る舞うようになった。文化祭の演劇『若草物語』では次女ジョーを演じた。
川西真美
私立苧環中学校1年1組→2年3組。初登場は14話。
文愛グループの一員で、文愛を「あやちゃん」と呼ぶ。
自身がなく臆病な性格で、当初はすみれを生意気とみなしており、また文愛がすみれと関わりキャラが変わったことに戸惑う。修学旅行の京都にて、全員で新選組の仮装をするムードとなった際に、すみれから「一緒に舞妓をやろう」と言われ打ち解ける。文化祭の演劇『若草物語』では長女メグを演じた。

## 舞台
町
東京の北品川から平和島あたりの埋め立て地沿いの町がモデル。近年の品川の開発で現代と昭和が隣り合わせになった風情のある地域
また、現代でも過去でもない世界観にしたかったということで、携帯電話がほとんど登場しないようになっている（一部エピソードで登場する）。
搗栗邸
2階建ての建物。1F表は小物屋「西洋雑貨cottingley」。2Fには富士夫作業場がある。車はない。
モデルとなった宅は『品川猫宿語り』の主人公宅と同じであり、作者のにしだかなと会った際に話題とした。
蒼井丸
港の旅館。蒼井有美の家が経営している。有美の小学校時代の同級女子達が集まりパジャマパーティーを行う。
私立苧環中学校
あんずとすみれが通う私立の学校。地元から進学したのは搗栗家の双子だけである。女子の制服は上衣とスカートが一体化したワンピース型。冬服は緑系、夏服は白。男子制服は学ランとシャツ。
地元の公立中学
有美と博が通う区立の学校。女子の制服はセーラー服で、夏服はシャツ。男子制服は学ランとシャツ。
| 所属              | 女子                                             | 男子                                         | 備考                         |
| ----------------- | ------------------------------------------------ | -------------------------------------------- | ---------------------------- |
| 私立苧環中2年5組  | 搗栗あんず、山崎葉子、神戸理恵                   | 敷島芳樹                                     | 全員元3組                    |
| 私立苧環中2年3組  | 搗栗すみれ、堀切文愛、川西真美、藤広美（ヒロミ） | ―                                            | すみれは元2組、ヒロミは元3組 |
| 地元の公立中学2年 | 蒼井有美、佐藤ゆかり、高橋はるか、遠藤紗綾       | 田中博（ぱっクン）、鳥越健太、畑山、モリケン | 有美と博は別のクラス         |

## 関係者
担当編集者 M→N→K
3人おり、MとNは女性、Kは男性。本作タイトルの『素数』は、作者とMのタイトル案が偶然一致したことも踏まえての採用。MとNは代替わり後、K担当中の2012年に退職したという。
宮村和生（5GAS）
単行本装丁。
漫画家とだ勝之
造形師まきの
模型、釣りなどのアドバイス相談。

## 書誌情報
- 長月みそか 『少女素数』 芳文社〈まんがタイムＫＲコミックス フォワードシリーズ〉、全5巻
  1. 2010年3月12日発売[4]、ISBN 978-4-8322-7896-7
  2. 2010年11月12日発売[4]、ISBN 978-4-8322-7958-2
  3. 2012年1月12日発売[4]、ISBN 978-4-8322-4102-2
  4. 2012年11月12日発売[4]、ISBN 978-4-8322-4217-3
  5. 2013年4月12日発売[4]、ISBN 978-4-8322-4284-5